# Kálium-jodid
A kálium-jodid  (KI)  egy kristályos só, amit a fényképészetben és a sugárkezelések során használnak. Fontos  jodidforrás, mivel kevésbé nedvszívó (higroszkópos) mint a nátrium-jodid, ezért könnyebb vele dolgozni. Viszont erősen nedvszívó, ha kálium-karbonát, kálium-jodát vagy nátrium-jodid szennyezést tartalmaz. Kocka alakú kristályokat alkot. Színtelen vegyület, nagyon jól oldódik vízben. Metanolban jól, etanolban kevésbé jól oldódik.

## Kémiai tulajdonságai
A KI hő vagy fény hatására vagy hosszabb ideig nedves levegőn állva megsárgulhat, mert a jodid jóddá oxidálódik.
A kálium-jodid oldat jódoldat készítésére használható, mert kálium-jodid oldatban a jód oldódik. Az oldatban a következő reakció játszódik le:
{\displaystyle \mathrm {I_{2}+I^{-}\rightleftharpoons I_{3}^{-}} }
A keletkező KI3 vízben jól oldódik. Barna színű, bomlékony vegyület, könnyen jód szabadul fel belőle. A kálium-jodidos jódoldat, vagy más néven Lugol-oldat a legtöbb esetben úgy viselkedik, mintha a jód vizes oldata volna.
A kálium-jodid vizes oldatából a bróm vagy a klór elemi jódot tesz szabaddá. Erősen savas közegben klór hatására kálium-kloriddá és jód-monokloriddá alakul.
{\displaystyle \mathrm {KI+Cl_{2}\rightarrow KCl+ICl} }
A klóros víz a kálium-jodidot semleges kémhatású oldatban jódsavvá bontja el.
Ha vizes oldatban ózonnal reagál, jód szabadul fel belőle:
{\displaystyle \mathrm {2\ KI+O_{3}+H_{2}O\rightarrow O_{2}+I_{2}+2\ KOH} }
Ha hidrogén-peroxiddal reagál, először jód és kálium-hidroxid keletkezik, majd a képződő kálium-hidroxid jelenlétében kálium-jodáttá oxidálódik.
{\displaystyle \mathrm {2\ KI+H_{2}O_{2}\rightarrow I_{2}+2\ KOH} }
{\displaystyle \mathrm {3\ I_{2}+6\ KOH\rightarrow KIO_{3}+5\ KI+3\ H_{2}O} }
Kálium-permanganát hatására semleges lúgos közegben szintén kálium-jodáttá oxidálódik.

## Előállítása
Előállításakor először jódot oldanak kálium-hidroxid oldatban, majd a keletkező oldatot bepárolják. A reakcióban kálium-jodid mellett kálium-jodát is képződik, ezt szénnel való hevítéssel távolítják el.
{\displaystyle \mathrm {6\ KOH+3\ I_{2}\rightarrow 5\ KI+KIO_{3}+3H_{2}O} }
{\displaystyle \mathrm {2\ KIO_{3}+3\ C\rightarrow 2\ KI+3\ CO_{2}} }

## Felhasználása
A kősóhoz a golyva megelőzése céljából kis mennyiségű kálium-jodidot kevernek. Az analitikai kémia felhasználja kémszerként. Tömény kálium-jodid oldat ezüst-nitrát-nyomok eltüntetésére használható, mert a keletkező ezüst-jodid feloldódik a kálium-jodid fölöslegében.
Nukleáris baleseteknél az esetleg környezetbe kikerült radioaktív jód a táplálékláncba jutva feldúsulhat a pajzsmirigyben, ez megakadályozható kálium-jodid szedésével, mivel a nagy mennyiségben bevitt nem sugárzó jód csökkenti az egyéb forrásokból a szervezetbe bejutó potenciálisan radioaktív jód felhalmozódását.